# Deinacrida connectens
Deinacrida connectens är en insektsart som först beskrevs av Kjell Ernst Viktor Ander 1939.  Deinacrida connectens ingår i släktet Deinacrida och familjen Anostostomatidae. Inga underarter finns listade i Catalogue of Life.